# Scambiatore sodio-calcio
Lo scambiatore sodio-calcio è una proteina di membrana con attività antiporto con la funzione di rimuovere il calcio dalle cellule in favore del sodio.
Lo scambiatore non utilizza energia per scambiare gli ioni, ma usa il gradiente del sodio per permettere al calcio di essere esportato dalla cellula ed essere riversato nel liquido extracellulare, permettendo al sodio extracellulare di entrare nella cellula: in particolare rimuove uno ione calcio in favore di tre ioni sodio.
Tuttavia, lo scambiatore può invertire la sua direzione e quindi far entrare il calcio, se la concentrazione di sodio all'interno della cellula aumenta. Questo è utilizzato, in particolari situazioni, per aumentare l'effetto inotropo del cuore.
In particolare, andando ad inibire l'attività della pompa Na+/K+ abbiamo un aumento della concentrazione di sodio intracellulare e quindi un'inversione dell'attività dello scambiatore e un aumento del calcio citoplasmatico all'interno dei miocardiociti.